# Cathedral City
Cathedral City es una ciudad y urbanización cerrada ubicada en el condado de Riverside en el estado estadounidense de California, fundada en 1990. En el año 2000 tenía una población de 42,647 habitantes y una densidad poblacional de 846 personas por km². 

## Geografía
Cathedral City se encuentra ubicada en las coordenadas 33°48′28″N 116°27′53″O / 33.80778, -116.46472. Según la Oficina del Censo, la ciudad tiene un área total de 50,4 km² (19,5 mi²), de la cual 47,7 km² (18,4 mi²) es tierra y 0,7 km² (0,3 mi²) (14.71%) es agua.

## Demografía
Según la Oficina del Censo en 2000 los ingresos medios por hogar en la localidad eran de $38,887, y los ingresos medios por familia eran $42,461. Los hombres tenían unos ingresos medios de $29,598 frente a los $25,289 para las mujeres. La renta per cápita para la localidad era de $16,215. Alrededor del 13.6% de la población estaban por debajo del umbral de pobreza.